# Patterson (Louisiane)
Patterson est une ville de la paroisse de Sainte-Marie, dans l'État de Louisiane, aux États-Unis,. En 2020, elle compte une population de 5 931 habitants.

## Démographie
Lors du recensement de 2010, la ville comptait une population de 6 112 habitants, tandis qu'en 2020, elle s'élève à 5 931 habitants.